# Chu Berry

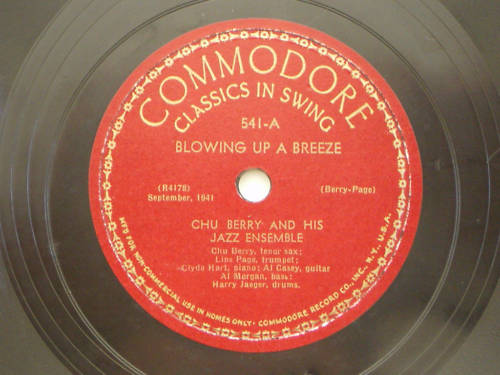
Commodore-78er von Chu Berry mit Hot Lips Page, Clyde Hart, Al Casey: „Blowing Up a Breeze“, September 1941

Leon „Chu“ Berry (* 13. September 1908 in Wheeling, West Virginia; † 31. Oktober 1941 in Conneaut, Ohio) war ein amerikanischer Jazz-Tenorsaxophonist und Komponist des Swing.

## Leben und Wirken
Berry besuchte die Lincoln High School in Wheeling und das West Virginia State College in Charleston. Zur Musik kam er durch seine Halbschwester, die Pianistin in einem Jazztrio war, und lernte auf dem College Saxophon, nachdem er Coleman Hawkins gehört hatte. Nachdem er mit seiner Schwester auf Tanzfesten seiner Highschool auftrat, spielte er in einer 15-köpfigen Band in Wheeling und einer Collegeband in Charleston. Im Sommer 1928 kehrte er nach Ohio Valley zurück und spielte in der Formation Perry’s Broadway Buddies. 1929 bekam er sein erstes professionelles Engagement, als er in der Band von Sammy Stewart in Columbus und Chicago spielte. In dieser Zeit kam er erstmals nach New York und erlebte die dortige Jazzszene. Er wechselte vom Alt- zum Tenorsaxophon und arbeitete um 1931 mit dem Tenorsaxophonisten Cecil Scott und dem Schlagzeuger Kaiser Marshall.
In der Band von Benny Carter war Berry 1932 bis 1933, bei Charlie Johnson 1933, bei Teddy Hill 1934 bis 1936, um dann bei Fletcher Henderson (1936–37) als Starsolist aufzutreten. Für Henderson schrieb er mit Andy Razaf den Song „Christopher Columbus“, mit dem auch Andy Kirk, Louis „King Garcia“, Benny Goodman und Teddy Wilson Hits landeten. Ab Sommer 1937 war er bis zu seinem Tode durch einen Verkehrsunfall Mitglied der Band von Cab Calloway und arbeitete nebenbei mit eigenen Formationen. Von bleibendem musikalischen Interesse aus seiner frühen Laufbahn sind insbesondere Berry’s Soli bei Teddy Hill, in denen er sich mit dem jungen Trompeter Roy Eldridge auf vielen Aufnahmen einen höchst fruchtbaren Ideenwettstreit lieferte. Aus der Zusammenarbeit mit Cab Calloway stammen einige „klassische“ Aufnahmen, wie z. B. die Ballade I Don’t Stand a Ghost of a Chance. Als Sessionsmusiker wirkte Chu Berry außerdem an Aufnahmen von Spike Hughes and His Negro Orchestra (1933), Bessie Smith (1933), The Chocolate Dandies (1933), Mildred Bailey (1935–38), Teddy Wilson (1935–38), Billie Holiday (1938/39), Wingy Manone (1938/39) und Lionel Hampton (1939) mit. Anfang der 1940er Jahre ersetzte er kurzfristig Herschel Evans bei der Count Basie Band.

## Würdigung
Chu Berrys Spiel ähnelte Coleman Hawkins; daher erregte er schnell in der Jazzszene Aufmerksamkeit und galt Mitte der 1930er Jahre als ernsthafter Konkurrent von Hawkins. Nach einigen Jahren wurde sein Spiel eigenständiger und näherte sich dem von Lester Young an.
Insbesondere in seinem Spiel in Cab Calloways Cotton Club Orchestra setze Berry neue Maßstäbe für die Band. Ausgehend von seinem Vorbild Coleman Hawkins entwickelte er seinen eigenständigen Stil. Er war Hawkins in harmonischer Finesse ebenbürtig; als außerordentlich wird sein Gefühl für Swing und Drive bezeichnet. Seine Stärke war das Spiel in den schnellen Tempi; er verfügte dabei über eine bemerkenswerte Atemkontrolle.
Berry zählt zu den Musikern wie Budd Johnson, Ben Webster und Lester Young, die in der Zeit von 1934 bis 1939 – während deren der Saxophon-Pionier Coleman Hawkins in Europa arbeitete – als Meister ihres Instruments angesehen wurden. Berrys Spiel und seine in hohem Tempo gespielten Soli beeinflussten jüngere Musiker wie Dizzy Gillespie und Charlie Parker; letzterer nannte seinen ersten Sohn Leon im Andenken an Chu Berry. Chu Berry war auch an den Jamsessions im Minton’s Playhouse beteiligt.
Die zwischen 1924 und 1931 gebauten Saxophone der Firma Conn vom Typ New Wonder heißen offiziell nicht Chu Berry, werden aber umgangssprachlich so bezeichnet.

## Seine Musik
Zu seinen wichtigsten Titeln zählen
- mit Spike Hughes Fanfare und How Come You Do Me
- mit den Chocolate Dandies: I Never Knew und Krazy Kapers
- mit Red Allen: Rosetta
- mit Mildred Bailey: When Day Is Done und Someday Sweetheart
- mit Teddy Wilson: 24 Hours a day (1935), Warming Up und Blues in C-Sharp Minor (1936)
- mit Fletcher Henderson: Christopher Columbus, Blue Lou, Stealin’ Apples, Jangled Nerves, Jimtown Blues und You Can Depend On Me
- mit Gene Krupa: I Hope Gabriel Likes my Music (1936)
- mit Lionel Hampton: Denison Swing, Wizzin’ the Wiz, Sweethearts On Parade, Shufflin’ At the Hollywood, Ain’t  Cha Comin’ Home und Hot Mallets
- mit Count Basie: Lady Be Good (1939)
- mit Cab Calloway: Comin’ On With The Come On und Ghost Of A Chance (1940)

sowie seine eigenen Aufnahmen von Limehouse Blues und Indiana (1937), 46 West 52 und Sittin’ In (1938)

## Diskografische Hinweise

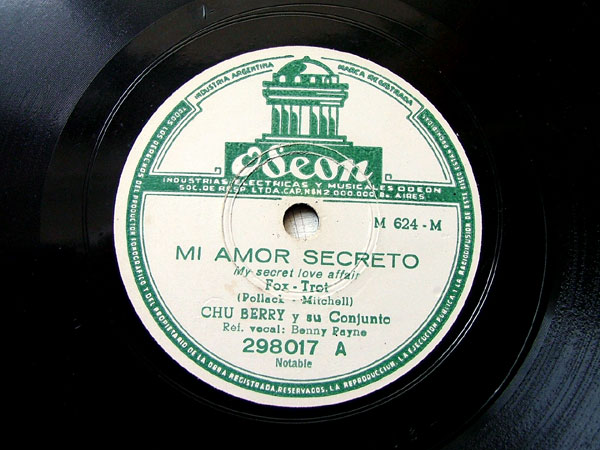
78er von Chu Berry für den südamerikanischen Markt: „My Secret Love Affair“

- Blowing Up A Breeze (Topaz, 1937–1941)
- Chu Berry 1937–1941 (Classics)
- Classics In Swing – Chu Berry / Ben Webster (Commodore Records, 1938, 1941)
- The Indispensable Fletcher Henderson (RCA Victor, 1927–1936)
- The Indispensable Lionel Hampton, Vol. 3/4 (RCA, 1939)
- The Indispensable Coleman Hawkins (RCA, 1927–1956)
- Classic Chu Berry – Columbia and Victor Sessions (Mosaic, 7 CDs – 1933–1941)

## Sammlung
- Classic Chu Berry Columbia and Victor Sessions (1933–1941) – (Mosaic – 2007) – 7 CDs mit Benny Carter, Max Kaminsky, Teddy Wilson, Lawrence Lucie, Sid Catlett, Benny Goodman, Jack Teagarden, Buck Washington, Billy Taylor, Bessie Smith, Roy Eldridge, Bill Coleman, Dicky Wells, Russell Procope, Teddy Hill, Richard Fullbright, Bill Beason, Henry Red Allen, Cecil Scott, Horace Henderson, John Kirby, Putney Dandridge, Mildred Bailey, Red Norvo, Benny Morton, Cozy Cole, Billie Holiday, Jess Stacy, Gene Krupa, Helen Ward, Buster Bailey, Fletcher Henderson, Omer Simeon, Emmett Berry, J. C. Higginbotham, Hilton Jefferson, Hot Lips Page, Cab Calloway, Doc Cheatham, Claude Jones, Foots Thomas, Milt Hinton, Keg Johnson, Danny Barker, Pee Wee Russell, Hank D’Amico, Dave Tough, Wingy Manone, Joe Marsala, Charlie Shavers, Tyree Glenn, Al Casey, Lionel Hampton, Clyde Hart, Ziggy Elman, Mario Bauzá, Dizzy Gillespie, Benny Carter, Coleman Hawkins, Ben Webster